# Антонов Петро Леонтійович
Петро Леонтійович Антонов (рос. Пётр Леонтьевич Антонов; 21 грудня 1859, Миколаїв — 18 червня 1916, Одеса) — російський політичний діяч, народоволець.

## Біографія
Народився 21 грудня 1859 року в місті Миколаєві Херсонської губернії в сім'ї унтерофіцера з кантоністів, палітурника і шевця, який служив у флотському екіпажі. З дитинства допомагав батькові в його роботі.
1873 року вступив до ремісничої школи при адміралтействі в Миколаєві, яку закінчив першим учнем 1876 року, спеціалізуючись як коваль, слюсар і токар по металу. Взимку 1878—1879 років працював слюсарем на заводі Вестберга в Харкові, де провів страйк. Увійшов до робітничого гуртка, з яким на початку 1879 року займалася О. М. Ковальська. У грудні 1878 року квартиру Антонова, на якій він проживав разом зі Скиданом В. В., було піддано обшуку.
З 1879 року з мирного пропагандиста став прихильником терористичної боротьби. У 1880 році зіткнувся з членами революційного гуртка в Полтаві, де працював у залізничних майстернях. У Полтаві познайомився з сім'єю Михайла Гвоздьова, засудженого за процесом 193-х, і приєднався до «Народної волі». На початку 1882 року працював ковалем на механічному заводі великої княгині Катерини Михайлівни в Карлівці Костянтиноградського повіту Полтавської губернії, де вів пропаганду серед місцевих робітників.
Наприкінці 1882 року увійшов до південно-російської бойової народовольницької дружини (революційне прізвисько «Кирило») і разом із М. Мартиновим і В. Панкратовим займався згодом майже виключно терористичною діяльністю. 1882 року, перебуваючи в Полтаві, брав участь у роботах полтавського народовольського гуртка, на чолі якого стояв Яків Бердичевський. У Харкові познайомився з Вірою Фігнер і за її дорученням їздив до Одеси для побачення з С. П. Дегаєвим. З кінця 1882 року до квітня 1883 року жив на станції Люботин (недалеко від Харкова), працював у залізничних майстернях Харківсько-Миколаївської залізниці ковалем.
На початку 1883 року увійшов до люботинського гуртка, організованого А. Немоловським і В. Івановим для пропаганди і поширення революційних видань серед залізничних робітників. Влаштовував на своїй квартирі збори гуртка, на яких закликав робітників до терористичних дій.
У квітні 1883 року виїхав до Ростова-на-Дону. Після арешту членів люботинського гуртка 1883 року перейшов на нелегальне становище. Був притягнутий до дізнання, яке проводив того ж року генерал-майор Середа, за звинуваченням в участі в люботинському народовольському гуртку і в зносинах із харківським гуртком (справа П. Чернишової, Івана Шаровського та інших), залишився нерозшукуваним, унаслідок чого дізнання щодо нього було призупинено надалі до явки або затримання. У 1883 році жив у Харкові, на квартирі Василя Вольнова за паспортом В. М. Василенка. У травні 1883 року, за пропозицією О. Немоловського, поїхав із Харкова до Луганська для пропаганди серед робітників, отримав від О. Немоловського паспорт на ім'я Гончаренка, з яким прожив у Луганську місяць, виїхавши звідти після безрезультатних спроб вступити на завод або на залізницю. Брав участь 17 і 24 жовтня 1883 року разом із М. Мартиновим, В. Панкратовим та іншими у двох організованих С. Івановим спробах пограбування пошти під Харковом з метою отримання грошей на революційні потреби (остання закінчилася загибеллю Якова Бердичевського).
У 1884 році жив у Харкові під ім'ям Івана Степановича Клокова-Костянтинова. Був у зносинах з Іваном Геєром, Петром Єлько, Олексієм Макаревським, Евеліною Улановською. За дорученням народовольчого комітету, яке було передано Антонову Петром Єлько, убив у Харкові 8 січня 1884 року агента поліції робітника В. Шкріобу. Навесні-влітку того ж року взяв участь у роботах народовольчої друкарні, організованої в Ростові-на-Дону Олексієм Бахом і Сергієм Івановим. У квітні-травні 1884 року їздив за шрифтом до Саратова разом із В. Панкратовим. З кінця червня до середини серпня того ж року працював складачем у друкарні над десятим номером «Народной Воли». За словами Б. Оржиха, разом із ним брав участь у підготовці нездійсненого ними замаху на міністра внутрішніх справ Д. А. Толстого. Восени 1884 року жив у Ростові-на-Дону під ім'ям І. П. Заполенко. Організував разом із Сергієм Кузіним спробу пограбування пошти під Воронежем, що сталася 17 листопада 1884 року, під час якої було вбито листоношу Мануйлова.
З грудня 1884 року жив під ім'ям ростовського міщанина Івана Павловича Ніконова в Севастополі, де служив у Російському товаристві пароплавства і торгівлі та вів пропаганду серед робітників. На початку 1885 року разом із Сергієм Кузіним і Вікторією Августинович організував невдалу спробу пограбування грошової пошти в Маріуполі. На початку 1885 року жив разом із В. Августинович, під прізвищем подружжя Попових, у Маріуполі. Вів роботу в народовольчому гуртку в Катеринославі. Приїжджав до Харкова в лютому або квітні 1885 року і жив за паспортами Пл. В. Лебединського (потім за цим паспортом жив С. А. Лисянський) і Ник. А. Малініна. За пропозицією Б. Оржиха, разом із С. А. Лисянським, який жив із ним на одній квартирі, зайнявся влаштуванням таємної народовольчої друкарні в Харкові. У зняту ними квартиру Б. Оржих доставив друкарське приладдя і 4 розривних снаряди.
Заарештований «завдяки добровільній допомозі та вправному способу дій П. Єлько» на вулиці в Харкові, разом з О. М. Макаревським, залишеним до цього на волі з метою розшуку. Під час арешту назвався «нелегальним» Ів. Ст. Яковлєвим. Під час обшуку 2 травня 1885 року в займаній ним разом із С. Лисянським квартирі в Харкові було знайдено таємну друкарню з усім необхідним приладдям, чотири розривні снаряди, зброю, фальшиві паспорти. Під час арешту С. Лисянський чинив збройний опір, убивши околоточного наглядача і важко поранивши жандармського унтерофіцера.
До 9 травня 1885 року утримувався в Харківській в'язниці, після чого, закутий у кайдани, був відвезений до Санкт-Петербурга. З 11 травня 1885 року утримувався в Петропавлівській фортеці. Залучався до справ про «злочинне співтовариство» на Харківській залізниці (справа Евеліни Улановської, Іуст. Ширяєва та ін.) і спроби пограбування пошти під Маріуполем (справа І. Хмелевцева, О. Карпенка та ін.). За угодами міністрів внутрішніх справ і юстиції обидва дізнання були припинені через притягнення Антонова до справи про керівний центральний гурток партії «Народна воля», яку вели при Петербурзькому жандармському управлінні (справа Г. Лопатіна, С. Іванова).
Перебуваючи в Петропавлівській фортеці, після очної ставки 6 червня 1885 року з П. А. Єлько, який зрадив його, і після спроби директора департаменту поліції П. Н. Дурнова схилити Антонова до зради, намагався 17 червня 1885 року накласти на себе руки «за допомогою розриву поверхневої вени біля кисті лівої руки … дерев'яними сірниками, загостреними за допомогою нігтів і зубів». Того ж дня його перевели з Петропавлівської фортеці в лікарню Будинку попереднього ув'язнення, але вже за два дні повернули назад у фортецю. Утримувався в ув'язненні в Катерининській куртині і в Трубецькому бастіоні. З метою добути від Петра Антонова необхідні відомості і спонукати його до зради, департамент поліції вів із ним у фортеці нібито від імені Андрія Бєлоусова листування, яке тривало з 26 серпня до 8 жовтня 1885 року.
Під час розгляду загального дізнання у справі про керівний гурток «Народної волі» міністр внутрішніх справ передав справу на розгляд Петербурзького військово-окружного суду для судження за законами воєнного часу. Відданий під суд за звинуваченнями в приналежності до таємного революційного співтовариства («Народна воля»), скоєнні дворазового збройного нападу на пошту під Харковом, у вбивстві агента Шкріоби, в улаштуванні таємної друкарні в Ростові-на-Дону, в озброєному нападі на пошту під Воронежем, який супроводжувався вбивством листоноші, в зберіганні розривних снарядів, в підробленні посвідок на проживання і в проживанні під чужими іменами (процес 21-го). 19 травня 1887 року був переведений із фортеці в будинок попереднього ув'язнення. Судом, що проходив із 26 травня до 4 червня 1887 року, його визнали винним і засудили до позбавлення всіх прав стану і до смертної кари через повішення. 15 червня за найвищою конфірмацією вироку смертна кара була замінена довічними каторжними роботами.
Покарання відбував у Шліссельбурзі, куди прибув 23 червня 1887 року і перебував до 28 жовтня 1905 року, коли за височайшим указом від 21 жовтня 1905 року довічні каторжні роботи були замінені на поселення з дозволом, після закінчення 4-х річного перебування на засланні, обрання місця проживання (без права жити в столицях і столичних губерніях протягом трьох років) із відданням на три роки під нагляд поліції та з визнанням його позбавленим усіх особливих, особисто і за станом привласнених прав і переваг натомість позбавлення всіх прав стану. До висилки його перевели зі Шліссельбурзької в'язниці до Петропавлівської фортеці, звідки, після відновлення етапного руху до Сибіру, він підлягав відправленню на поселення в межах Іркутського генерал-губернаторства. Клопотання матері П. Антонова, яка мешкала в Миколаєві, від 5 листопада 1905 року про висилку сина до Миколаєва їй на поруки було відхилено 10 листопада, проте вже 30 листопада відповідний дозвіл було надано з огляду на хворобливий стан Антонова за згодою міністрів внутрішніх справ і юстиції.
З Петропавлівської фортеці відправлений до Миколаєва 6 грудня 1905 року в супроводі жандармських чинів і поселений у будинку матері. За розпорядженням департаменту поліції за ним було засновано спеціальний нагляд двох поліцейських наглядачів, замінений 30 січня 1906 року особливо пильним наглядом поліції у звичайному порядку.
У березні 1906 року до департаменту поліції від місцевої жандармської влади надійшли відомості про ведення Антоновим посиленої агітації серед робітників і збір пожертвувань для підготовки збройного повстання, внаслідок чого пропонувалося негайно вислати його з Миколаєва. На підставі цих відомостей, за розпорядженням департаменту поліції від 31 березня 1906 року, його заарештували, причому департамент поліції припускав відправити його відбувати термін покарання, що залишився, в Іркутську губернію. Зважаючи на незнаходження міністром внутрішніх справ достатніх підстав для висилки, його звільнили з-під варти за телеграфним розпорядженням міністра від 10 травня 1906 року, а за доповіддю міністра юстиції від 31 травня 1906 року отримав дозвіл відбути термін заслання, що залишився, у межах Європейської Росії в місцевостях на розсуд міністерства внутрішніх справ. Отримав дозвіл 13 вересня 1906 року на одруження із Зінаїдою Михайлівною Герасимовою.
Проживаючи в Миколаєві, звернувся до колишнього (слюсарного) ремесла і зайнявся водопровідною справою, підібравши працівників робітників і склавши артільну майстерню. Через неуспіх справи, розпустивши артіль, зайнявся городництвом, купивши невеликий будиночок на околиці Миколаєва та орендарем у міста прилеглої ділянки землі. 15 жовтня 1908 року отримав дозвіл на поїздку до Петербурга і Москви у торгових справах.
Останній час життя провів в Одесі у важких матеріальних умовах. Помер в Одесі 18 червня 1916 року від раку стравоходу.

### Кореспонденції
- «Народная Воля» XI—XII (1885) (Литература парт. «Нар. Воля». Ук.).
- Хроника борьбы с самодержавием. «Свободн. Россия» 1. (1889), 58.
- М. Ашенбреннер, Шлиссельб. тюрьма. «Был.» 1906, I, 81, 95, 193.
- В. Панкратов, Из деятельности среди рабочих в 1880—1884 гг. «Был.» 1906, III, 248, 252, 266.
- А. Бах, Воспоминание народовольца. «Был.» 1907, II, 193, 204, 206, 207, 209, 211—212. — * Г. Лопатин, По поводу воспоминаний народовольца. «Был.» 1907, IV, 299.
- М. Новорусский, Выход из Шлиссельбурга на волю. «Мин. Годы» 1908, XII, 11, 17, 23.
- В. Фигнер, Сановники в Шлиссельбурге. «Был.» XIV (1919), 16.
- А. Макаревский, Революционный Харьков 1881—1885 гг. «Летоп. Револ.» 1923, V, 71, 74, 83—88, 91—92, 96—97.
- И. Веденьев, В харьковск. револ. кружках. «Лет. Револ.» 1923, V, 100.
- В. Галкин, Харьковский революционн. «Красный Крест». «Пути Револ.» 1925, I, 37.
- В. Сухомлин, Из эпохи упадка парт. «Нар. Воля». «Кат. и Сс.» 1926, VI (27), 66; VII—VIII (28—29), 66, 76, 85, 92, 93, 103.
- А. Макаревский, С. А. Лисянский. «Пути Револ.» 1926, II—III (5—6), 191.
- В. Сухомлин, Народовольческ. рабочая организация на ст. Люботин Харьково-Николаевск. жел. дороги. «Пути Революц.» 1927, V—VI (8—9), 31.
- С. Лившиц, Подпольные типографии 60—80-х гг. «Кат. и Сс.» 1929, VI (55), 56.
- Г. Н-ин, Из жизни народовольческ. рабочих кружков. «Кат. и Сс.» 1929, VII—IX (57—58), 204.
- В. Левицкий, «Народная Воля» и рабочий класс. «Кат. и Сс.» 1930, I (62), 60—61, 66.
- А. Кулаков, Автобиография. «Кат. и Сс.» 1930, III (64), 167—168, 179.
- А. А. Кулаков, О трёх предателях. «Кат. и Сс.» 1930, VI (67), 80, 83.
- С. Валк, Молодая партия «Нар. Воли». «Пробл. Марксизма» 1930, I, 97.
- Н. Сергиевский, «Черный Передел» и народники 80-х г. г. «Кат. и Сс.» 1931, I (74), 36.